# Jozef Viskupič
Jozef Viskupič (ur. 8 lutego 1976 w Trnawie) – słowacki polityk, poseł do Rady Narodowej.

## Życiorys
W latach 1996–2001 studiował na wydziale pedagogicznym Uniwersytetu Komeńskiego w Bratysławie, równolegle zaś na wydziale komunikacji na Uniwersytecie Świętych Cyryla i Metodego w Trnawie (1998–2003). Od 1997 zatrudniony jako menedżer w spółce „regionPRESS”, następnie zaś jako wykonawca w „Netco” i menedżer ds. projektów w „A Cafe”.
W 2010 uzyskał mandat posła do Rady Narodowej z ramienia ugrupowania Wolność i Solidarność jako przedstawiciel ruchu Zwyczajni Ludzie. W 2012 i 2016 był wybierany na kolejne kadencje. W 2017 został natomiast wybrany na przewodniczącego kraju trnawskiego (reelekcja w 2022). W 2023 po raz kolejny uzyskał mandat posła do Rady Narodowej (rezygnując z jego objęcia).